# أمير هندة (كيسم)
امیر هندة (بالفارسية: امیرهنده) هي منطقة سكنية تقع في إيران في غيلان. يقدر عدد سكانها بـ 664 نسمة .